# Вулиця Генерала Момота (Черкаси)
Ву́лиця Генерала Момота — вулиця в Черкасах.

## Розташування
Вулиця починається від вулиці Онопрієнка і простягається на північ, в кінці повертає на захід вже як вулиця Олексія Панченка.

## Опис
Вулиця неширока, повністю асфальтована. Проходить паралельно сусідній вулиці Одеській.

## Походження назви
Вулиця була утворена 1969 року і названа на честь радянського державного діяча Анатолія Луначарського. 27 січня 2016 року розпорядженням міського голови Черкас вулицю перейменовано на честь українського генерала Ігора Момота.

## Будівлі
По вулиці розташовані лише багатоповерхівки, які знаходяться лише ліворуч і мають непарну нумерацію.